# Ряхов, Анатолий Яковлевич
Анатолий Яковлевич Ряхов (1929—2000) — советский военачальник, генерал-полковник (10.02.1981). Командующий Приволжским военным округом (1981—1985). Депутат Совета Национальностей Верховного Совета СССР 11 созыва (1984—1989) от Марийской АССР.

## Биография
В Красной Армии с 1944 года. Окончил Харьковское училище самоходной артиллерии (1948), Военную академию бронетанковых войск (1964), Военную академию Генерального штаба Вооружённых Сил СССР имени К. Е. Ворошилова (1970).
После окончания училища — командир взвода (1948—1954), командир танковой роты (1957), заместитель командира танкового батальона (1957-58), заместитель командира танкового полка Прибалтийского военного округа (1958—1960), командир танкового батальона (1960—1964), заместитель командира мотострелкового полка (1964—1965), командир танкового полка (1966—1968), слушатель Военной академии ГШ ВС СССР (1968-70).
С 1970 года — командир 40-й гвардейской танковой дивизии Прибалтийского военного округа. С февраля 1973 года — командир 32-го армейского корпуса в Одесском военном округе. С марта 1974 года — командующий 5-й общевойсковой армией Дальневосточного военного округа (ДВО). С января 1979 года — первый заместитель командующего войсками ДВО. С июня 1981 года — командующий войсками Приволжского военного округа. С 1985 года — заместитель начальника Гражданской обороны СССР по боевой подготовке — начальник управления боевой подготовки. С 1989 года в отставке.

## Воинские звания
- генерал-майор танковых войск — 2 ноября 1972[2]
- генерал-лейтенант — 13 февраля 1976
- генерал-полковник — 10 февраля 1981